# Den hvide døds agenter
Den hvide døds agenter (originaltitel Quicksands) er en amerikansk stumfilm fra 1923 af Jack Conway.

## Medvirkende
- Helene Chadwick
- Richard Dix som Bill
- Alan Hale, Sr. som Ferrago
- Noah Beery, Sr. som Krupz
- J. Farrell MacDonald som Patterson
- George Cooper som Matt Patterson